# Голоденко Ольга Іванівна
Ольга Іванівна Голоденко (нар. 18 січня 1969, Свердловськ, Луганська область, Українська РСР, СРСР) — українська футболістка, по завершенні кар'єри — футзальна тренерка.

## Життєпис
Футбольну кар'єру розпочала в «Луганочці», куди студентка факультету фізвиховання Луганського педуніверситету прийшла з плавання, де показувала результати на рівні майстерки спорту СРСР. Учасниця першого розіграшу чемпіонату України з футболу серед команд Вищої ліги, в якому дебютувала 18 квітня 1992 року в програному (0:1) домашньому поєдинку 1-о туру проти київського «Динамо». Ольга вийшла на поле в стартовому складі та відіграла увесь матч. Дебютним голом за луганську команду відзначилася 26 вересня 1992 року на 50-й хвилині програного (1:2) домашнього поєдинку чемпіонату України проти чернігівської «Легенди-ШВСМ». Голоденко вийшла на поле в стартовому складі та відіграла увесь матч. У «Зорі-Спартаку» провела два сезони, за цей час у Вищій лізі 40 матчів, в яких відзначилася 3-а голами.
Напередодні старту сезону 1994 року перебралася в столичну «Юнісу». У новій команді дебютувала 22 квітня того ж року в нічийному (1:1) виїзному поєдинку Вищої ліги проти «Донецька». Ольга вийшла на поле в стартовому складі та відіграла увесь матч. У складі київського клубу виступала один сезон, за цей час у чемпіонаті України провела 18 поєдинків (2 голи).
Наступного року перейшла до «Сталі-Ніки-ММК». У команді виступала протягом двох сезонів, за цей час у Вищій лізі зіграла 23 матчі. 1997 року перейшла в «Донеччанку». Гравцем основи не була, за 3 сезони, проведених у донецькій команді, зіграла 15 матчів у чемпіонаті України. Дворазова чемпіонка України (1998, 1999) та володарка кубку України (1998, 1999).
По завершенні футбольної кар'єри стала футзальною тренеркою. Очолювала київські жіночі футзальні команди «СоцТех» і «Спарта К».

## Досягнення
«Юніса» (Київ)
- Вища ліга України
  -  Срібний призер (1): 1994

«Донеччанка»
- Вища ліга України
  -  Чемпіон (2): 1998, 1999
  -  Бронзовий призер (1): 1997

- Кубок України
  -  Володар (2): 1998, 1999
  -  Фіналіст (1): 1997